# Postoperatör
Med postoperatör avser man en organisation eller ett företag som fraktar och delar ut post eller reklam. I Sverige finns det idag omkring 25 postoperatörer , men den dominerande och ledande postoperatören i Sverige är Postnord, som också är den enda av alla operatörer som erbjuder rikstäckande posttjänster.